# Ilan Mitchell-Smith
Pour les articles homonymes, voir Mitchell et Smith.
Ilan Mitchell-Smith, né le 29 juin 1969 à New York, est un acteur américain.

## Biographie
Repéré par un agent de casting pour Sidney Lumet alors qu'il prenait des classes de danse à l'American Ballet Theatre, il s'est fait connaitre en tant qu'acteur et co-star du film Une créature de rêve (1985). 
Sa carrière de cinéma avait commencé en 1983 à l'âge de treize ans quand il joua  dans le film de Sidney Lumet Daniel. L'année suivante en 1984 il tient le premier rôle dans The Wild Life, puis il a été sélectionné pour interpréter le rôle de Wyatt Donnelly dans le film Une créature de rêve. Bien qu'il y tienne le rôle principal, il a été éclipsé par son partenaire Anthony Michael Hall. On retrouve aussi dans ce film Bill Paxton et Robert Downey Jr.
Après ce film, sa carrière ralentit. Il a décidé de mettre un terme à sa carrière cinématographique en 1991, son rôle final étant une apparition dans Silk Stalkings.
Lui et son épouse Susannah sont mariés depuis 1995 et ont deux enfants : une fille, Eloise, née en 1998, et un fils, Asher, né en 2000.
Il est professeur auxiliaire d'anglais à l'Angelo State University, à San Angelo (Texas).